# Robert Giroux
Robert Giroux (* 8. April 1914 in Jersey City; † 5. September 2008 in Tinton Falls, New Jersey) war ein US-amerikanischer Verleger und Buchautor.
Während Giroux beim Verlagsgeschäft Harcourt, Brace & Co. seit 1940 arbeitete, bekam er 1955 ein Angebot von Farrar & Straus und wechselte auch dorthin. Er wurde zuerst Partner und später sogar Vorsitzender der Firma, die sich dann Farrar, Straus and Giroux nannte.